# Paul Kunze (Fechter)
Paul Kunze (* 25. Dezember 1904 in Amsterdam; † 16. Juli 1983 in Bergen, Provinz Limburg) war ein niederländischer Fechter.

## Biographie
Paul Kunze trat bei den Olympischen Sommerspielen 1924, 1928, 1936 im Florettfechten an, konnte jedoch bei keiner seiner Teilnahmen die Finalrunde erreichen. 1924 und 1928 trat er zudem mit der niederländischen Mannschaft im Florett an, jedoch gelang es ihm auch hier nicht, die Finalrunde zu erreichen.